# Хвостенко Оксана Юріївна
Окса́на Ю́ріївна Хвосте́нко (27 листопада 1977, Чернігів) — українська біатлоністка, п'ятиразова призерка чемпіонатів світу.

## Біографія
Оксана Хвостенко почала займатися біатлоном в 1993 році. Вже незабаром, в 1996 році вона виборола свою першу нагороду в міжнародних турнірах — срібну медаль юніорської першості в індивідуальній гонці. У цьому ж сезоні вона вперше взяла участь на етапах Кубка світу. З 1998 року Хвостенко дебютувала на чемпіонатах світу і відтоді входить до основного складу збірної України з біатлону. Поступово прогресуючи, Оксана 2003 році завоювала срібну медаль на чемпіонаті світу в Ханти-Мансійську в складі української естафетної команди. Вперше в індивідуальних дисциплінах Оксана завоювала медаль лише в сезоні 2006—2007.
На чемпіонаті світу 2011 року в Ханти-Мансійську, у складі збірної України завоювала срібну медаль у жіночій естафеті.
Оксана також має один з найкращих показників стрільби в світовому біатлоні (89,7 % — найкращий відсоток влучень серед усіх біатлоністок в сезоні 2006—2007).
2011 року вирішила завершити кар'єру.
Одружена з українським біатлоністом В'ячеславом Деркачем. Подружжя виховує сина Микиту і доньку Ганну. В'ячеслав Деркач працює директором лижно-біатлонної бази в Чернігові, Оксана там — тренер.

## Дискваліфікація
У допінг-пробі Оксани Хвостенко, взятої під час чемпіонату світу в Ханти-Мансійську, знайдено підвищений вміст ефедрину. За даними Федерації біатлону України, речовина потрапила в організм біатлоністки через ліки від кашлю. За словами Хвостенко, вона просто не знала, що ефедрин входить в сироп від кашлю, який вона приймала. Ліки порадив лікар збірної, але, мабуть, не розрахував допустиму концентрацію речовини перед змаганням. Ефедрин не є повністю забороненим препаратом, але перевищення дозволеної норми є порушенням.
5 вересня 2011 р. Міжнародний союз біатлоністів оприлюднив остаточне рішення про санкції з питання порушення антидопінгових правил Оксаною Хвостенко. Накладена річна дискваліфікація Оксани — до 12 березня 2012 року. Крім того, українська естафетна четвірка позбавлена другого місця в гонці чемпіонату світу і зобов'язана повернути срібні медалі і призові за цю гонку. Таким чином, срібні медалі отримали француженки, бронзові — спортсменки з Білорусі.

## Державні нагороди
- Орден княгині Ольги III ступеня.[5]
- Лавреат Всеукраїнської премії «Жінка ІІІ тисячоліття» в номінації «Рейтинг» (2008).

## Кубок світу
- 2000–2001 — 62-е місце (20 очок)
- 2001–2002 — 38-е місце (104 очки)
- 2002–2003 — 41-е місце (57 очок)
- 2003–2004 — не брала участі
- 2004–2005 — 33-е місце (165 очок)
- 2005–2006 — 41-е місце (80 очок)
- 2006–2007 — 9-е місце (505 очок)
- 2007–2008 — 16-е місце (340 очок)
- 2008–2009 — 22-е місце (386 очок)
- 2009–2010 — 26-е місце (394 очки)
- 2010–2011 — 42-е місце (141 очко)

## Статистика
У таблиці наведено статистику виступів біатлоніста в Кубку світу.
- Місця 1–3: кількість подіумів
- Чільна 10: кількість фінішів у першій десятці
- В очках: кількість виступів, на яких біатлоніст здобував очки
- Старти: кількість стартів
- Естафета: включно зі змішаною

| Місця                              | Індивід. | Спринт | Персьют | Мас-старт | Естафета | Разом |
| ---------------------------------- | -------- | ------ | ------- | --------- | -------- | ----- |
| 1                                  |          |        |         | 1         | 1        | 2     |
| 2                                  |          |        |         | 1         | 3        | 4     |
| 3                                  | 2        | 1      |         |           |          | 3     |
| Чільна 10                          | 8        | 8      | 4       | 6         | 25       | 51    |
| В очках                            | 22       | 35     | 24      | 20        | 31       | 132   |
| Стартів                            | 31       | 71     | 38      | 20        | 32       | 192   |
| Станом на: кінець сезону 2009/2010 |          |        |         |           |          |       |